# آچاجور
آچاجور (به ارمنی: Աչաջուր) یک روستا در ارمنستان است که در استان تاووش واقع شده‌است. آچاجور در ۱۸ کیلومتری شمال ایجوان، مرکز استان تاووش واقع شده‌است.

## خصوصیات
آچاجور ۴۴۴۷ نفر جمعیت دارد و در ارتفاع ۷۵۰ متر بالاتر از سطح دریا قرار گرفته‌است.

## جاذبه‌های تاریخی
صومعه ماکاراوانک متعلق به سده‌های ۱۰ام-۱۳ام میلادی در نزدیکی آچاجور واقع شده‌است.

## نگارخانه

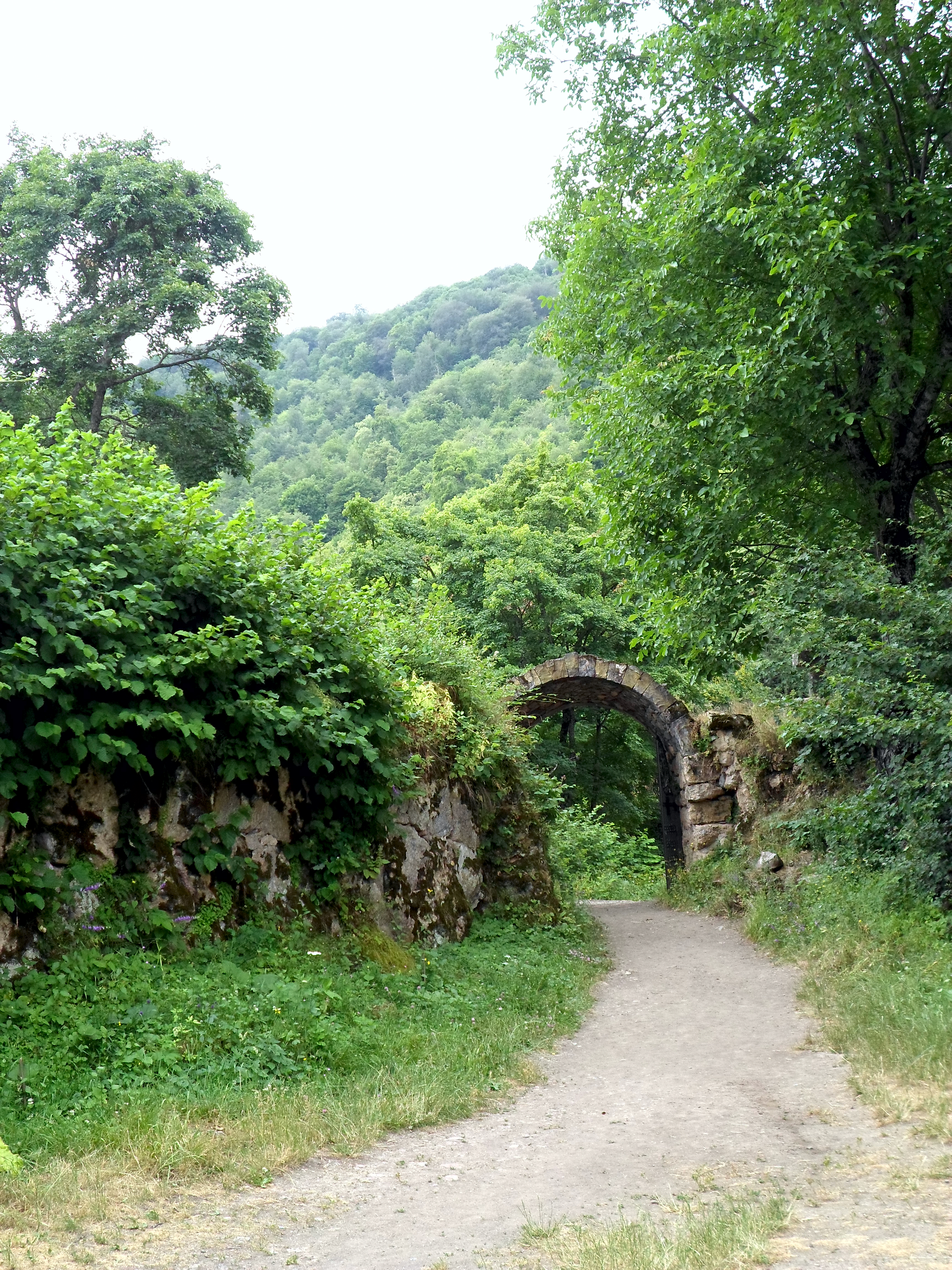
دروزه ماکاراوانک
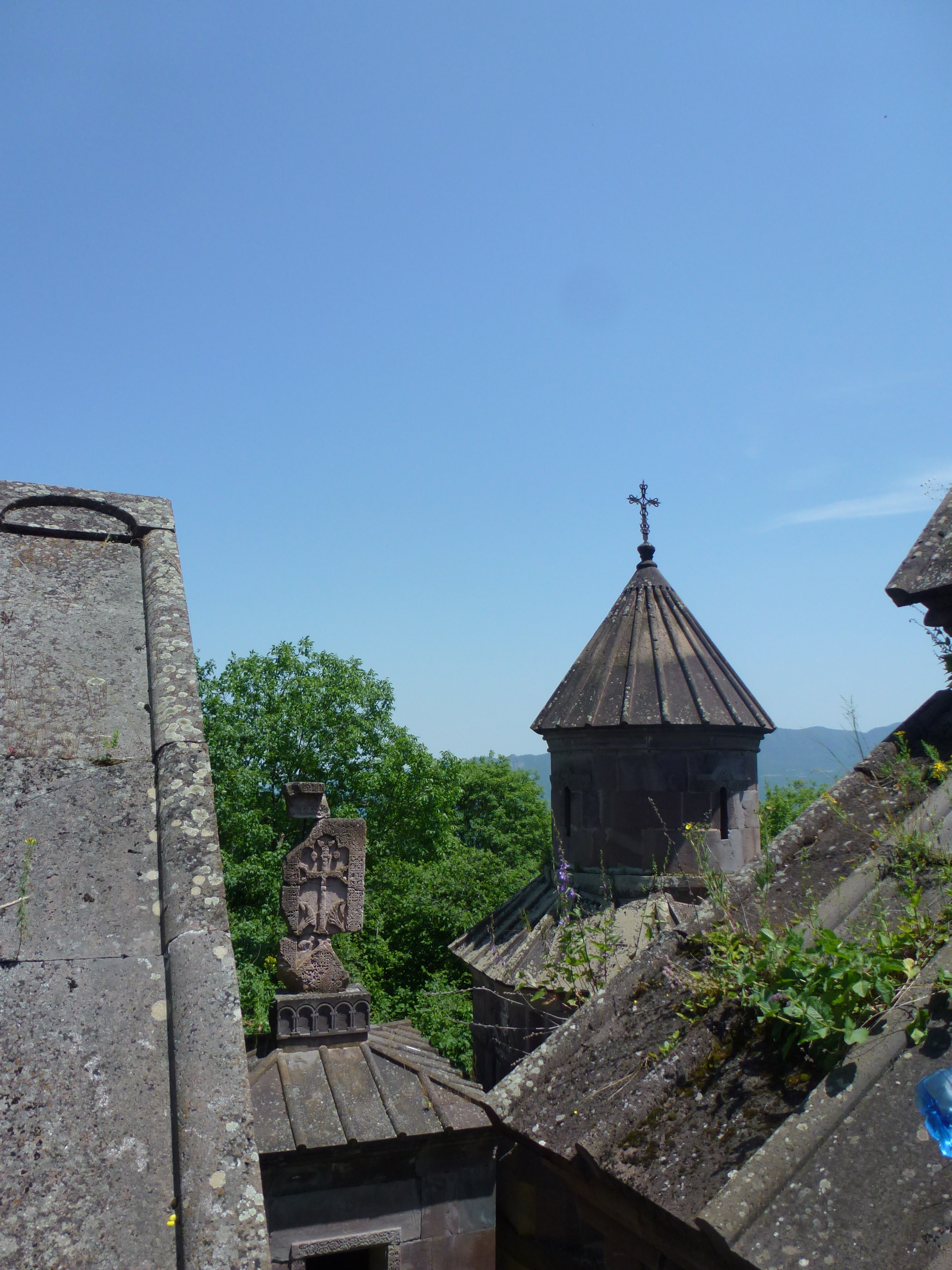
صومعه ماکاراوانک
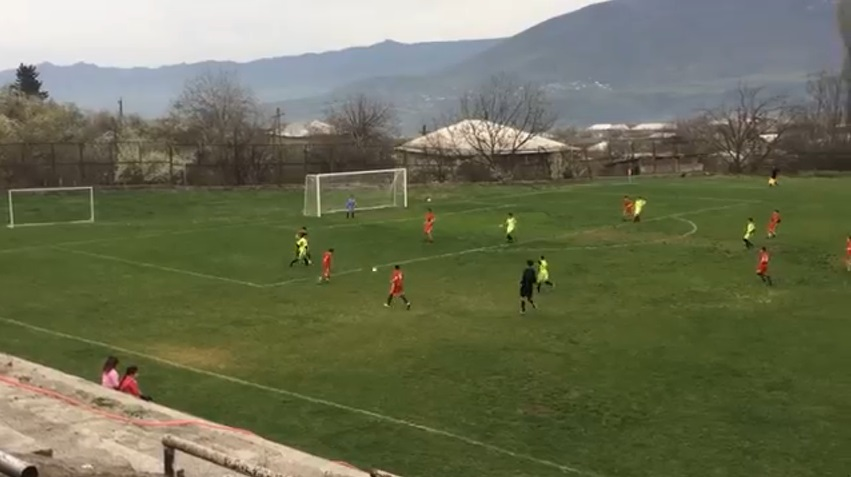
ورزشگاه واچیک غالتخچیان در آچاجور